# Giosuè Carducci
Giosuè Carducci (27 tháng 7 năm 1835 - 16 tháng 2 năm 1907) là một nhà thơ, nhà văn người Ý đoạt giải Nobel Văn học năm 1906.

## Thời trẻ
Ông sinh tại Val di Castello ở vùng tây bắc tỉnh Toscana, Ý. Là con trai một bác sĩ, thành viên của một tổ chức bí mật đấu tranh thành lập chính thể lập hiến nên gia đình thường xuyên phải chuyển nơi ở. Từ năm 1848, gia đình chuyển đến Firenze, Carducci mới được đến trường. Cậu bé say mê văn học cổ điển, đọc nhiều, bắt đầu viết về đề tài lịch sử, làm thơ trào phúng, dịch khúc thứ 9 trong trường ca Iliad của Homer. Năm 1853 Carducci được học bổng vào trường Scuola Normale Superiore di Pisa, học triết và văn học, kết bạn với những người đồng chí hướng thuộc nhóm Văn Đàn.

## Sự nghiệp
Sau khi tốt nghiệp Scuola Normale Superiore di Pisa, ông làm giảng viên tại trường trung học thành phố Man-Miniato-al-Tedesco. Năm 1857 ông in tập thơ đầu tiên Rime (Thi vận), gồm những bài sonneto và ballata mang một tình cảm ái quốc sâu nặng, thiếu vắng hẳn những tình cảm ủy mị của chủ nghĩa lãng mạn. Carducci là một trong những người đứng đầu đã tập hợp quanh mình nhóm tác giả của tạp chí Phụ bản do Pietro Tuar ấn hành, coi nhiệm vụ của mình là bảo vệ nền thơ ca Ý thoát khỏi cái mà họ gọi là "ảnh hưởng nguy hại của chủ nghĩa lãng mạn". Những năm 1857-1858 Carducci gặp nhiều khó khăn: tài chính eo hẹp, anh trai tự tử, cha mất sau đó một năm. Sang năm 1859, ông lấy vợ, năm sau nhận được chức giảng viên khoa tiếng Hy Lạp tại trường Đại học Pistoja. Còn sau vài tháng, ông trở thành giáo sư Văn học Ý tại Đại học Bologna, giữ chức trưởng khoa đến khi về hưu vào năm 1904.
Di sản thơ của Giosuè Carducci không nhiều, trong bộ tuyển 30 tập chỉ có 4 tập thơ, phần còn lại là khảo luận, chuyên luận khoa học và các bài tranh luận. Các tác phẩm thơ tiêu biểu của ông là Levia gravia (Nhẹ nhàng và nghiêm trọng, 1861-1868), Rime nuove (Thơ mới, 1861-1887), Delle di barbare (Những đoản thi man dại, ba tập, 1878-1889)... Những năm cuối đời Carducci, vốn nổi tiếng là một nhà hùng biện, được coi là nhà thơ dân tộc Ý, trở thành thượng nghị sĩ, ủng hộ chính sách bành trướng của Ý ở châu Phi.
Ngoài sáng tác thơ, Carducci còn nổi tiếng là một nhà phê bình và nhà ngôn ngữ học. Ông là tác giả của nhiều bài viết quan trọng về Dante Alighieri, Francesco Petrarca, Giovanni Boccaccio... Năm 1906 ông được trao giải Nobel vì "phong cách mới mẻ và sức mạnh trữ tình trong thơ". Ông mất tại Bologna, một năm sau khi nhận giải Nobel.

## Tác phẩm
- Rime (Thi vận, 1857), thơ
- Levia gravia (Nhẹ nhàng và nghiêm trọng, 1861-1868), thơ
- Inno a Satana (Thánh ca cho quỷ Satan, 1865), thơ
- Giambi ed epodi (Thơ Iambơ và epodes, 1882), thơ
- Rime nuove (Thơ mới, 1861-1887), thơ
- Delle di barbare (Những đoản thi man dại, 1878-1882, 1889), thơ
- Studii su la letteratura italianna dei primi secoli (Nghiên cứu về những thế kỉ đầu tiên của quá trình phát triển văn học Ý), khảo luận
- Dello svolgimento della letteratura nazionale (Về sự phát triển nền văn học dân tộc, 1868-1871), phê bình
- Studi letterati (Nghiên cứu văn học, 1874), khảo luận
- Bozetti critici e discorsi letterari (Phác thảo phê bình và tranh luận văn học, 1876), phê bình
- Rime e ritmi (Thi vận và tiết điệu, 1901), thơ

## Một vài bài thơ
| Dinanzi Alle Terme di Caracalla Corron tra 'l Celio fosche e l'Aventino le nubi: il vento dal pian tristo move umido: in fondo stanno i monti albani bianchi di nevi. A le cineree trecce alzato il velo verde, nel libro una britanna cerca queste minacce di romane mura al cielo e al tempo. Continui, densi, neri, crocidanti versansi i corvi come fluttuando contro i due muri ch'a piú ardua sfida levansi enormi. — Vecchi giganti, — par che insista irato l'augure stormo — a che tentate il cielo? — Grave per l'aure vien da Laterano suon di campane. Ed un ciociaro, nel mantello avvolto, grave fischiando tra la folta barba, passa e non guarda. Febbre, io qui t'invoco, nume presente. Se ti fûr cari i grandi occhi piangenti e de le madri le protese braccia te deprecanti, o dea, da 'l reclinato capo de i figli: se ti fu cara su 'l Palazio eccelso l'ara vetusta (ancor lambiva il Tebro l'evandrio colle, e veleggiando a sera tra 'l Campidoglio e l'Aventino il reduce quirite guardava in alto la città quadrata dal sole arrisa, e mormorava un lento saturnio carme); Febbre, m'ascolta. Gli uomini novelli quinci respingi e lor picciole cose: religïoso è questo orror: la dea Roma qui dorme. Poggiata il capo al Palatino augusto, tra 'l Celio aperte e l'Aventin le braccia, per la Capena i forti omeri stende a l'Appia via. Pianto antico L'albero a cui tendevi la pargoletta mano, il verde melograno da' bei vermigli fior. Nel muto orto solingo rinverdì tutto or ora e giugno lo ristora di luce e di calor. Tu fior de la mia pianta percossa e inaridita, tu de l'inutil vita estremo unico fior, sei ne la terra fredda, sei ne la terra negra; ne il sol più ti rallegra, ne ti risveglia amor. Ruit Hora O desïata verde solitudine lungi al rumor de gli uomini! qui due con noi divini amici vengono, vino ed amore, o Lidia. Deh, come ride nel cristallo nitido Lieo, l'eterno giovine! come ne gli occhi tuoi, fulgida Lidia, trïonfa amore e sbendasi! Il sol traguarda basso ne la pergola, e si rifrange roseo nel mio bicchiere: aureo scintilla e tremola fra le tue chiome, o Lidia. Fra le tue nere chiome, o bianca Lidia, langue una rosa pallida; e una dolce a me in cuor tristezza súbita tempra d'amor gl'incendii. Dimmi: perché sotto il fiammante vespero misterïosi gemiti manda il mare là giú? quai canti, o Lidia, tra lor quei pini cantano? Vedi con che desío quei colli tendono le braccia al sole occiduo: cresce l'ombra e li fascia: ei par che chiedano il bacio ultimo, o Lidia. Io chiedo i baci tuoi, se l'ombra avvolgemi, Lieo, dator di gioia: io chiedo gli occhi tuoi, fulgida Lidia, se Iperïon precipita. E precipita l'ora. O bocca rosea, schiuditi: o fior de l'anima, o fior del desiderio, apri i tuoi calici: o care braccia, apritevi. | Ở vùng Terme di Caracalla Những đám mây đen bay qua Aventino, Celio ngọn gió buồn từ đồng bằng mang hơi ẩm đằng xa – những ngọn đồi Anbani đứng trong tuyết trắng. Dưới màu tro của tấm khăn voan dâng lên màu xanh, cô gái người Anh tìm trong sách những cuộc tranh luận của thời xa lắc và bầu trời với những viên đá thành Rôm. Bầy quạ đen không ngừng tiếng kêu vang quạ bay giữa trời như có vẻ tiếng gọi của ai nghe rất dữ và to lớn vô cùng. Người khổng lồ cổ đại mơ tưởng, than phiền bầy yêu tinh – với trời xanh tranh luận từ Laterano nghiêm trang đổ xuống một hồi chuông. Kẻ lười biếng quấn vào chiếc áo choàng miệng huýt gió, không nhìn ai hết bây giờ ta gọi ngươi, bệnh sốt rét ở đây, ngươi là thiên thần. Nếu động đến ngươi giọt nước mắt tuyệt trần và lời van xin của nhiều bà mẹ chùi nước mắt cho bầy con trẻ cúi mình xuống nhọc nhằn. Động chạm đến Palazio vinh quang cái bàn thờ xưa (ngọn đồi evandrio Tebro trong buổi chiều vật vờ khắp Campidoglio hoặc Aventino, rồi trở về ngắm mưa đá đang đổ xuống và hát trong im lặng bài ca Saturino). Bệnh sốt rét, ngươi hãy xua đi những kẻ xa lạ với điều bận rộn điều khủng khiếp này, xin hãy kính trọng thiên thần của thành Rôm Ở Palatino – kiêu hãnh ngẩng đầu lên ở Aventino, Celio buông tay xuống từ Capena đến Appia con đường lớn giũ sạch bờ vai. Tiếng khóc xưa Cây lựu lại cúi mình Trong khu vườn im lặng Chiếc lá lại vui mừng Đón nắng hè nóng bỏng. Như bàn tay con trẻ Tiếng khóc đã từng giăng Lên màu chiếc lá xanh Lên lá bừng như lửa. Bông hoa của đời ta Đang khô héo dần dà Màu sắc hoa dần nhạt Không tươi lại đâu mà. Nghệ thuật trong đất lạnh Nghệ thuật trong đất đen Không cho niềm vui sướng Cũng chẳng đánh thức tình. Ruit Hora Ôi, sự cô đơn ngọt ngào trong rừng này Và khát khao xa tiếng ồn thành phố Cùng với ta hai bạn này của Chúa Rượu và tình yêu, Lidia ơi. Tiếng cười của chàng như tiếng pha lê Ôi Lieo, chàng trẻ trung muôn thuở Và đôi mắt Lidia lấp lánh quá Ôi tình yêu ơi người đã lên ngôi. Những tia nắng phía dưới gác sân nhà Vẻ hào quang ngời lên màu đỏ thắm Trong ly rượu này dường như rung động Và trên sóng tóc em nữa, Lidia. Trên mái tóc của em, Lidia Một bông hồng tái nhợt đang dần chết Còn trong tim một nỗi buồn bất chợt Ngọn lửa tình yêu giờ cũng nhạt nhòa. Tại vì sao mà biển đang nức nở Tiếng thì thầm bí ẩn ở đằng xa? Và bài ca gì vậy, Lidia Bài ca mà thông biển đang hát đó? Và những ngọn đồi ở chốn xa xa Muốn ôm mặt trời hoàng hôn màu đỏ Bóng lớn lên, lòng anh đây cứ ngỡ Chúng đang chờ nụ hôn cuối, Lidia. Dù bóng tối giờ này đà vây kín Lieo này đang chờ đợi nụ hôn Và anh khát khao ánh mắt của em Nếu con ngựa mặt trời kia đổ xuống. Giờ khắc trôi. Đôi môi hồng ánh lên Bông hoa của hai tâm hồn đang nở Những cánh hoa khát khao đang thầm thĩ Em hãy giang vòng tay rộng với anh. Bản dịch của Nguyễn Viết Thắng |